# Complete & Unbelievable: The Otis Redding Dictionary of Soul
Albums de Otis Redding
The Soul Album
(1966) King & Queen
(1967)
Complete & Unbelievable: The Otis Redding Dictionary of Soul est le cinquième album d'Otis Redding, sorti en 1966. C'est son dernier album studio en solo sorti de son vivant. Parfois simplement appelé Dictionary of Soul, cet album contient moins de reprises et fait plus de place aux compositions d'originales de Redding que les précédents.

## L'album
L'album présente toujours les musiciens de Booker T. & the M.G.'s, avec la section de cuivres The Memphis Horns et la participation d'Isaac Hayes.
Il est édité le 15 octobre 1966 sur les labels Volt et Atco et atteint respectivement le no 73 et le no 5 du Billboard 200 et du Top R&B Albums. Deux singles en sont extraits : Fa-Fa-Fa-Fa-Fa (Sad Song) et Try a Little Tenderness.
L'album contient un mélange de reprises et de compositions d'Otis Redding. Tennessee Waltz est un standard de la musique country. Try a Little Tenderness, qui fait partie du répertoire du Tin Pan Alley, a déjà été reprises par Aretha Franklin et par Sam Cooke. Après Satisfaction des Rolling Stones sur Otis Blue, Otis reprend Day Tripper des Beatles. You're Still My Baby est une chanson de Chuck Willis. Love Have Mercy est une composition originale de Isaac Hayes et David Porter.
En 2000, il est classé 488e dans la liste des « 1000 meilleurs albums de tous les temps » établie par Colin Larkin. En 2016, l'album figure en 254e position sur la liste des « 500 plus grands albums de tous les temps » du magazine Rolling Stone.

## Titres
| 1. | Fa-Fa-Fa-Fa-Fa (Sad Song) | Otis Redding, Steve Cropper                       | 2:44 |
| 2. | I'm Sick Y'all            | Otis Redding, Steve Cropper, David Porter         | 2:57 |
| 3. | Tennessee Waltz           | Redd Stewart, Pee Wee King                        | 2:57 |
| 4. | Sweet Lorene              | Otis Redding, Isaac Hayes, Alvertis Isbell        | 2:31 |
| 5. | Try a Little Tenderness   | Jimmy Campbell, Reginald Connelly, Harry M. Woods | 3:50 |
| 6. | Day Tripper               | John Lennon, Paul McCartney                       | 2:36 |

| 7.  | My Lover's Prayer      | Otis Redding              | 3:12 |
| 8.  | She Put the Hurt on Me | Otis Redding              | 2:40 |
| 9.  | Ton of Joy             | Otis Redding              | 2:56 |
| 10. | You're Still My Baby   | Chuck Willis              | 3:53 |
| 11. | Hawg for You           | Otis Redding              | 3:30 |
| 12. | Love Have Mercy        | Isaac Hayes, David Porter | 2:29 |

## Musiciens
- Otis Redding : chant
- Booker T. Jones : claviers, guitare basse, vibraphone
- Isaac Hayes : claviers, piano
- Steve Cropper : guitare
- Donald Duck Dunn : basse
- Al Jackson, Jr. : batterie
- Wayne Jackson : trompette
- Floyd Newman : saxophone baryton
- Andrew Love, Joe Arnold : saxophone ténor
- Gil Caple : saxophone ténor (sur Try a Little Tenderness)[8]
- David Porter : chœurs (sur Fa-Fa-Fa-Fa-Fa (Sad Song))[9]